# Паяринсаари
Паяринсаари (Паяринсари, фин. Pajarinsaari) — небольшой остров в Ладожском озере. Относится к группе Западных Ладожских шхер. Принадлежит Лахденпохскому району Карелии, Россия.
Имеет округлую форму, в диаметре 2 км. Берега сильно изрезаны.
Остров расположен в заливе Папинниеменселькя, между островами Тимонсари на севере и Кухка на юге. Остров возвышенный, почти весь покрыт лесами.
Северная часть острова Паяринсаари принадлежала деревне Харвио, а южная — деревне Кухка. Жители острова занимались сельским хозяйством: возделывали поля, держали коров Ухоженные сады из яблонь, слив и вишен украшали каждый дом. Некоторые семьи выращивали садовую землянику, которую очень любили приезжие туристы. Ладога давала богатые уловы. Рыбу возили на продажу в Лахденпохья.
На острове сохранились фундаменты хуторов, остатки каменоломни и военных укреплений.
Пляжи острова являются местом отдыха не только местных жителей, но и многочисленных туристов.